# Uroš Vidović
Uroš Vidović (Kirin Serbia: Урош Видовић; sinh 9 tháng 6 năm 1994) là một tiền vệ bóng đá Serbia, thi đấu cho Radnički Kragujevac.

## Danh hiệu
Radnički Kragujevac
- Serbian League West: 2016–17[3]